# 高島市立高島中学校
高島市立高島中学校（たかしましりつ たかしまちゅうがっこう）は、滋賀県高島市勝野にある公立中学校。隣接する高島市立高島小学校と小中一貫教育の取り組みが行われ、「高島学園」の愛称がつけられている。

## 概要
戦後の教育改革として高等教育へつながらない選択肢の多い複線的な中等教育を整理した新制中学校が発足した。高島町域でも新制中学校が開校したが、中学校としての独立した校舎は無く、高島第一-第四小学校に併設される形で開校した。翌年の1948年には4校が統合され高島町立高島中学校として発足したが、4小学校に併設の状態はそのままで、高島中学校第一校舎、第二校舎、第三校舎、第四校舎として存続した。
1951年には独立校舎（旧滋賀県立高島高等学校高島分校）に移転が実現し、名実ともに高島中学校が開校した。なお、第四校舎は黒谷分校として1960年まで存続した。1970年代には校舎の改修工事が実施され、近代化が行われた。

## 沿革
- 1947年（昭和22年）4月 - 高島第一小学校、第二小学校、第三小学校、第四小学校に中学校を併設
- 1948年（昭和23年）4月 - 高島町立高島中学校へ改称
- 1951年（昭和26年）4月 - 独立校舎（旧滋賀県立高島高等学校高島分校）に移転
- 1960年（昭和35年） - 黒谷分校を閉鎖
- 1963年（昭和38年） - 体育館竣工
- 1971年（昭和46年）7月 - 本館の改修工事竣工
- 1974年（昭和49年）7月 - 技術家庭科棟竣工
- 2005年（平成17年）1月 - 町村合併に伴い高島市立高島中学校へ改称

## 交通アクセス
- JR 湖西線 近江高島駅下車

## 通学区域
旧高島町の全域
- 高島市立高島小学校

## 周辺施設
- 高島市立高島小学校